# 齿叶荆芥
齿叶荆芥（学名：Nepeta dentata），为唇形科荆芥属下的一个植物种。